# CeCILL
CeCILL (Free Software Licensing Agreement CECILL) – licencja wolnego oprogramowania stworzona w 2013 r. przez Commissariat l'Énergie Atomique (CEA), Centre National de Recherche Scientifiqe (CNRS) i Institut National de Recherche en Informatique et Automatiqe (INRIA). Przy jej opracowaniu skoncentrowano się na aspektach prawa autorskiego, konsumenckiego i cywilnego.

## Założenia
Umowa zawarta zostaje automatycznie w momencie pobrania programu oraz trwa 70 lat, czyli tyle co okres ochrony autorskich praw majątkowych.
Użytkownicy mają prawo do korzystania z programów (instalowania ich, wyświetlania oraz posiadania) oraz do ich modyfikowania, kopiowania i dystrybuowania. Licencja zezwala na pobieranie opłat za rozpowszechnianie programu.
Podobnie jak Licencja Publiczna GNU GPL (General Public Licence) oprogramowanie jest udostępniane w wersji as-is, czyli w wersji gotowej i użytkownik korzysta z niego na własne ryzyko. Autor może zamieścić w licencji zapis, iż nie bierze odpowiedzialności za nieumyślne szkody spowodowane błędami w kodzie. Użytkownik może odwoływać się jedynie wtedy, gdy będzie w stanie udowodnić świadomą modyfikację kodu źródłowego przez autora programu mającą na celu wyrządzenie szkód.
Umowa zawiera zapis dotyczący zwolnienia licencjodawcy z powinności świadczenia na rzecz konsumenta wsparcia technicznego lub udzielenia gwarancji.

## Kompatybilność z innymi licencjami
Licencja CeCILL jest kompatybilna z GNU GPL. Oznacza to, iż skrypt programu opartego na CeCILL może być włączony do programu opartego na GNU GPL.

## Krytyka CeCILL
Twórcy licencji nie zyskali pełnego poparcia ze strony Richarda Stallmana, ze względu na użycie określeń, które według twórcy GNU GPL są nieprecyzyjne, np. „własność intelektualna”.